# مزرعة خدا قلي نجم الدين
مزرعة خدا قلي نجم الدين (بالإنجليزية: Mazraeh-ye Khodaqoli Najam ol Din)‏ هي human-geographic territorial entity تقع في غلستان في إيران. يقدر عدد سكانها بـ 213 نسمة .